# Mas Pitarra (Cervelló)
Mas Pitarra és un edifici del municipi de Cervelló (Baix Llobregat) inclòs en l'Inventari del Patrimoni Arquitectònic de Catalunya i també en el de Béns Culturals d'Interès Local (BCIL) de l'Ajuntament de Cervelló.
El Mas Pitarra és un edifici, del s. XVI o anterior, amb construccions d'èpoques diferents situat al mig dels camins que menen a Can Sala de Baix i al mas de Can Pi. La façana és orientada a nord-est. La part més antiga té un portal rodó adovellat, just a l'angle on hi estan adossades dues construccions més modernes. En la primera construcció hi ha un portal d'arc rebaixat i damunt un balcó amb un cérvol dintre d'una circumferència a la llinda. En el cos següent s'obre una porta amb una finestra a banda i banda; les tres obertures són d'arc de mig punt i estan emmarcades per columnes i capitells. A sobre de la porta hi ha la figura d'un lleó i al primer pis hi ha dues portes d'arc rebaixat, amb columnes i capitells, que donen a un balcó. Al costat esquerre hi ha una torratxa amb ceràmica vidriada. El conjunt és tancat amb un reixat amb basament d'obra.
En el últims anys l'edifici s'ha anat degradant, el seu estat és lamentable i ruïnós (en el seu moment l'Ajuntament de Cervelló, als anys 1990, no va donar un permís d'obres al seu propietari i aquest va preferir abandonar el projecte que tenia). Actualment hi ha un nou projecte sobre la propietat.

## Història
Fins a mitjans de segle xix, el mas era l'antiga rectoria de la parròquia de Sant Esteve de Cervelló -en el temple romànic del s. XI. La parròquia va ser traslladada al centre urbà el 1879 i el temple va ser dedicat, i anomenat, de Santa Maria de Cervelló-. En ser acabada la nova rectoria al poble, adquirí la casa l'escriptor Frederic Soler Hubert, "Serafí Pitarra", l'any 1880, que la conservà i amplià donant-li la configuració que té fins avui.
El poeta i dramaturg feia estades als estius on de tant en tant feia trobades literàries i artístiques convidant a les seves amistats i coneguts personatges rellevants de l'època (al poble es parla que hi va ser en Josep Anselm Clavé, però el compositor va morir el 1874, per aquesta raó pot ser ser fruit d'un rumor públic).
En alguna de les obres de "Pitarra" es veu reflectit el redós del mas: La Creu de la Masia, La Pubilleta de Mas de Can Pi,